# Diecezja Magdeburga

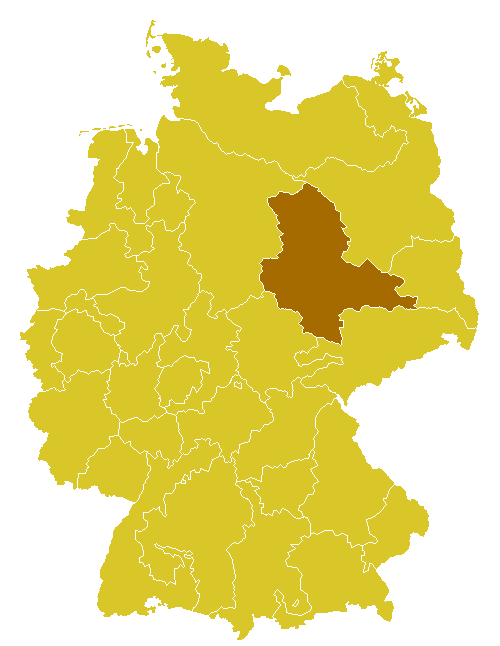
Diecezja Magdeburga na mapie podziału administracyjnego Kościoła katolickiego w Niemczech

Diecezja Magdeburga (niem. Bistum Magdeburg, łac. Dioecesis Magdeburgensis) – diecezja Kościoła rzymskokatolickiego w metropolii Paderborn, położona we wschodniej części Niemiec. Diecezja kontynuuje tradycje dawnego arcybiskupstwa magdeburskiego, jednak w swojej dzisiejszej postaci powstała 23 lipca 1973 jako administratura apostolska Magdeburga. Miało to związek z ustanowieniem w Niemieckiej Republice Demokratycznej odrębnej administracji kościelnej, niezależnej od Episkopatu Republiki Federalnej Niemiec. Po zjednoczeniu Niemiec, a dokładniej w roku 1994, administratura została podniesiona do rangi diecezji.

## Biskupi
- biskup diecezjalny: Gerhard Feige
- biskup senior: Leo Nowak